# Myosotis caespitosa
Myosotis caespitosa là loài thực vật có hoa trong họ Mồ hôi. Loài này được Schultz mô tả khoa học đầu tiên năm 1819.